# Цырендоржиев, Цыден Базарович
Цыден Базарович Цырендоржиев (1948—2011) — советский и российский актер. Заслуженный артист РФ (1997).

## Биография
В 1966 г. Цыден Цырендоржиев поступил в театральную студию при Бурятском театре драмы и с тех пор играл только в одном театре. За 40 лет своей творческой деятельности он сыграл больше 100 ролей в кино и театре. Наиболее значимые роли были сыграны в постановках: «Бэшэгдээгуй шулэг» Б. Эрдынеева — Бадмы, «Сагаан нурэй эрьедэ» — Бимбы, «Хулгоотэ удэрнууд» Д. Дылгырова — Норпола, «Беседы при ясной луне» В. Шукшина — Глеба Капустина, «Берег» Ю. Бондарева — Меженина, «Плаха» Ч. Айтматова — Кочкорбаева.
В 1993 г. впервые в истории бурятского кино снимался в монгольском художественном фильме «Три дня в Монголии» у режиссёра Доржсамбуу.

## Роли в театре
- «Онтохон одхондоо — Сказка сказок»[2]
- «Гроза» Цао Юй — Лу-Гуй
- «Старик и его женщины» Александра Галина[3]